# Allylamin
Allylamin je organická sloučenina a nejnižší stabilní amin odvozený od alkenu.

## Výroba a reakce
Všechny tři allylaminy, mono-, di- a triallylamin, se vyrábějí reakcí allylchloridu s amoniakem a následnou destilací. Čisté vzorky lze získat hydrolýzou allylisothiokyanátu. Allylamin reaguje podobně jako ostatní aminy.
Polymerací lze z allylaminu získat polymer (polyallylamin) nebo kopolymery. Tyto polymery se používají jako membrány v reverzní osmóze.

## Ostatní allylaminy
Substituované allylaminy, jako například flunarizin a naftifin, mají řadu farmaceutických využití. Flunarizin pomáhá zmírňovat migrény, zatímco naftitin se používá proti plísním způsobujícím onemocnění jako je dermatofytóza.

Flunarizin a naftifin

## Bezpečnost
Allylamin je, stejně jako ostatní allylové deriváty, lakrimátor a dráždí kůži.